# Serpente marino (mitologia)

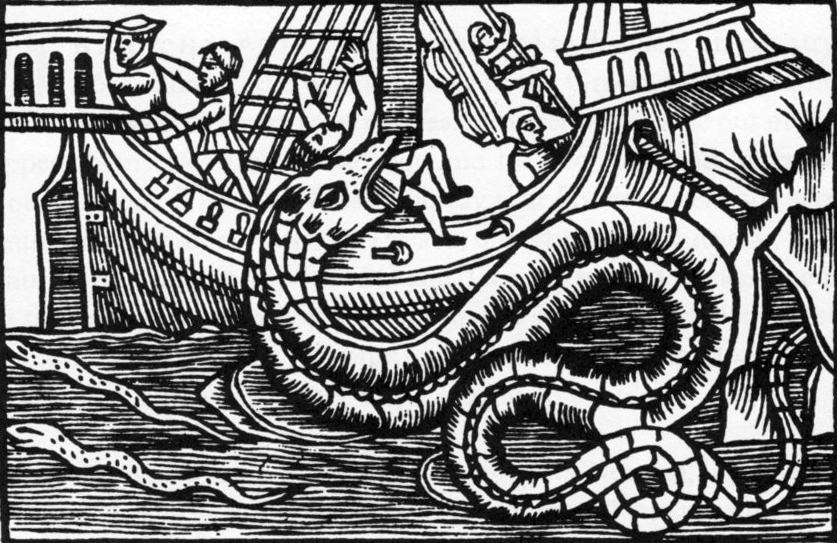
Un serpente marino nell'atto di divorare alcuni marinai

I serpenti marini sarebbero enormi creature acquatiche presenti in numerose mitologie. Questi animali, molto spesso feroci e distruttivi, terrorizzavano i naviganti dell'antichità.

## Descrizione
Nella mitologia per serpente marino si intende un vero e proprio serpente di mare, quindi dall'aspetto di Ofide e privo di zampe. Generalmente, i serpenti marini mitologici sono di grandi dimensioni e capaci di affondare facilmente le navi, risultando un vero pericolo per i marinai anche per via del loro temperamento aggressivo. Nella maggior parte delle leggende il serpente marino possiede un potentissimo veleno, in altri casi può addirittura sputare fuoco come un drago e non mancano serpenti marini capaci di lanciare scariche di elettricità come fossero anguille elettriche o addirittura di creare tsunami e tempeste al loro arrivo.
I serpenti marini della mitologia non vanno confusi con quelli che esistono in natura, ovvero gli Hydrophiinae, che sono animali noti alla zoologia. È possibile che in antichità questi animali, assieme ad altre creature marine serpentiformi come la Balena e il Pesce Remo, abbiano ispirato i miti sui serpenti marini mitologici.

## Significato metaforico
Nella lingua francese il "serpente marino" (serpent de mer) è anche una metafora per indicare un progetto che non si conclude mai (o un soggetto) che tuttavia ricompare periodicamente senza però mai concretizzarsi.

## Mitologia

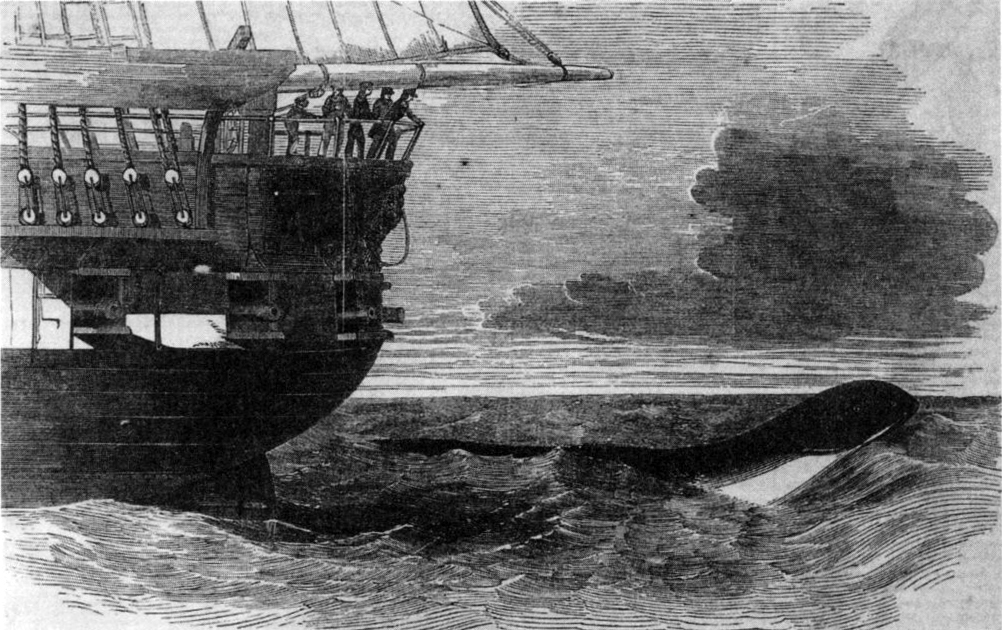
Uno dei più famosi avvistamenti, quella della HMS Daedalus nel 1848

- Miðgarðsormr: Creatura della mitologia norrena, è un serpente marino il quale il corpo è talmente grande tale da avvolgere l'intero mondo. Questo serpente ha un veleno estremamente letale, ed è nemico giurato del dio Thor.
- Leviatano: Creatura della religione ebraica e cristiana, si tratterebbe di un serpente marino che rappresenterebbe il caos e il mare tempestoso. Nella Demonologia, il Leviatano rappresenta anche il peccato dell'invidia e l'elemento dell'acqua. In natura il Leviatano viene spesso associato alla balena e in particolar modo al capodoglio e infatti Herman Melville paragonò tale creatura a Moby Dick, il capodoglio albino frutto della sua fantasia. Inoltre, una specie di capodoglio estinta si chiama Lyviatan Melvillei, in onore sia del Leviatano che di Melville.
- Aspidochelone: Enorme creatura marina della mitologia norrena, talmente grande da poter essere scambiata per un'isola e da poter ospitare ambienti naturali (come foreste) o addirittura città sulla sua schiena. Sebbene il suo nome derivi da "Aspis" (serpente in greco), tale creatura viene più comunemente disegnata come una balena gigante e più raramente come una tartaruga.
- Tiāmat: dalla mitologia babilonese, è la dea del mare e del caos. Essa è rappresentata come un serpente marino.
- Mostro di Loch Ness: una creatura criptide avvistata nel Loch Ness ma mai effettivamente trovata. È stata spesso descritta come un serpente marino, ma pare somigli molto anche ad un Plesiosauro.
- Scilla e Cariddi: due serpenti marini della mitologia Greca e ben descritti nell'Odissea, entrambi di sesso femminile e situati nello stretto di Messina. La prima è descritta come una creatura dal corpo di serpente e sei teste di cane, la seconda come un serpente marino simile a una gigantesca lampreda che creava mulinelli risucchiando acqua con la bocca.